# José Miguel Rosales
José Miguel Rosales Sepúlveda (Rancagua, 29 de octubre de 1985) es un futbolista chileno. Juega de arquero y actualmente está haciéndolo en el Club Independiente Riesco, de la asociación Unión Esperanza.

## Clubes
| Club              | País  | Año       |
| ----------------- | ----- | --------- |
| O'Higgins         | Chile | 2005      |
| Colchagua         | Chile | 2006      |
| O'Higgins         | Chile | 2007-2008 |
| Cobresal          | Chile | 2009      |
| Provincial Osorno | Chile | 2010      |
| Colchagua         | Chile | 2012      |

- Datos: Q5944011